# Átropos
Átropos (em grego clássico: Ἄτροπος, "inamovível", "inflexível") ou Aisa era uma das três moiras da mitologia grega, que regiam os destinos, sendo sua contraparte romana conhecida como Morta. Era considerada a mais velha das moiras, conhecida como a "inevitável" ou "inflexível" sendo ela que cortava o fio da vida. Seus atributos eram o quadrante solar, a balança e a tesoura ou ainda uma esfera e um livro onde ela lia os destinos.